# Melholt Kirke
Melholt Kirke ligger lidt vest for landsbyen Melholt ca. 26 km NØ for Aalborg (Region Nordjylland). Kirken er tegnet af Ludvig Frederik Olesen.

## Eksterne kilder og henvisninger
- Melholt Kirke hos KortTilKirken.dk